# Formión (banquero)
Formión (en griego antiguo: Φορμίων) (c. 415 - c. 340 a. C.) fue un rico banquero ateniense, antiguo esclavo adquirido por Pasión, un importante banquero privado de Atenas y fabricante de escudos. 
Recibió en el 371 a. C. en arrendamiento los negocios de Pasión tras su muerte y se desposó con Arquipa, su viuda. Hubo de pagar unas 100 minas por el banco y 60 minas por la fábrica de escudos. Adquirió el compromiso de no abrir su propio banco, para no quedarse con la clientela del banco de Pasión. Apolodoro, uno de los dos hijos de Pasión, emprendió acciones judiciales contra Formión.
Desplegó un gran talento, como su amo, y obtuvo la ciudadanía hacia el 360 a. C. Es mencionado numerosas veces en el discurso de Demóstenes Contra Estéfano, por falsos testimonios I y en los discursos 52 = Contra Calipo, 5-7, 18, 19; 53 = Contra Nicóstrato, 9.